# غولجوك
كُلْجُك (بالتركية: کولجک/Gölcük) هي مدينة ومنطقة في ولاية قوجه ايلي في منطقة مرمرة في تركيا. تقع المدينة في شمال خليج أرموتلو على ساحل بحر مرمرة في جنوب الولاية. تبلغ مساحتها 206,67 كيلومتراً مربعاً، وتعداد سكانها حاول 143 ألف نسمة.
وهي المنطقة التي وقع فيها كارثة زلزال أزميد في عام 1999. تضم كلجك قاعدة كلجك البحرية القاعدة الرئيسية للبحرية التركية ومصنعاً للسيارات. عُمدة المدينة هو محمد إليبيش (حزب العدالة والتنمية).

## أعلام
- تويجار اشيكلي
- ديميت اكالين

## وصلات خارجية
الموقع الرسمي للمنطقة (باللغة التركية)